# 维约尔
维约尔（法語：Vieure，法語發音：[vjœʁ]）是法国阿列省的一个市镇，位于该省北部，属于穆兰区。

## 地理
维约尔（46°30'4"N, 2°52'33"E）面积29.81 平方千米，位于法国奥弗涅-罗讷-阿尔卑斯大区阿列省，该省份为法国中部省份，北起涅夫勒省、西北接谢尔省，西南至克勒兹省，南至多姆山省，东南临卢瓦尔省，东临索恩-卢瓦尔省。
与维约尔接壤的市镇（或旧市镇、城区）包括：比克西耶尔莱米讷、阿列省科讷、卢鲁布尔博奈、托尔特宰、伊格朗德。

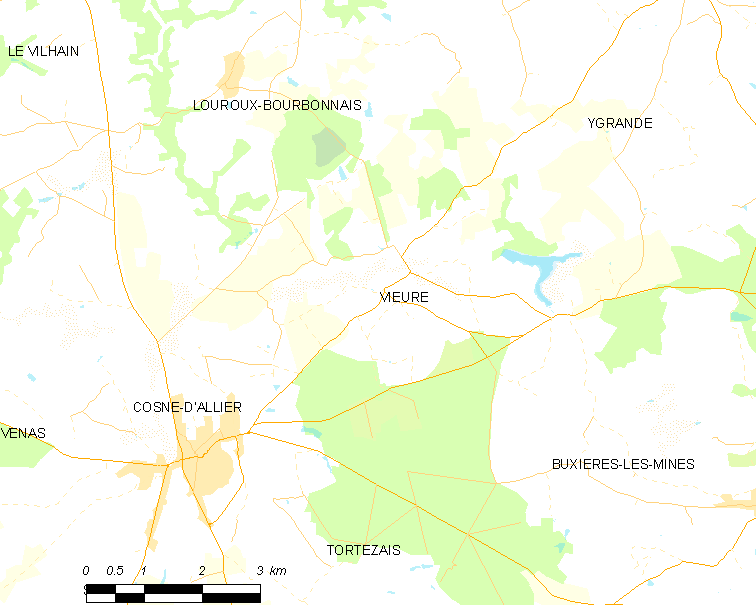
维约尔的OSM定位图

维约尔的时区为UTC+01:00、UTC+02:00（夏令时）。

## 行政
维约尔的邮政编码为03430，INSEE市镇编码为03312。

## 政治
维约尔所属的省级选区为波旁拉尔尚博县。

## 人口

1962-2008年间维约尔人口变化图示

维约尔于2022年1月1日时的人口数量为276人。